# فرودگاه مک‌گی
فرودگاه مک‌گی (به انگلیسی: McGee Airport) یک فرودگاه خصوصی است که یک باند فرود چمن دارد و طول باند آن ۵۹۷ متر است. این فرودگاه در شهر دونالد، اورگن کشور ایالات متحده آمریکا قرار دارد و در ارتفاع ۵۳ متری از سطح دریا واقع شده‌است.